# Peter S. Beagle

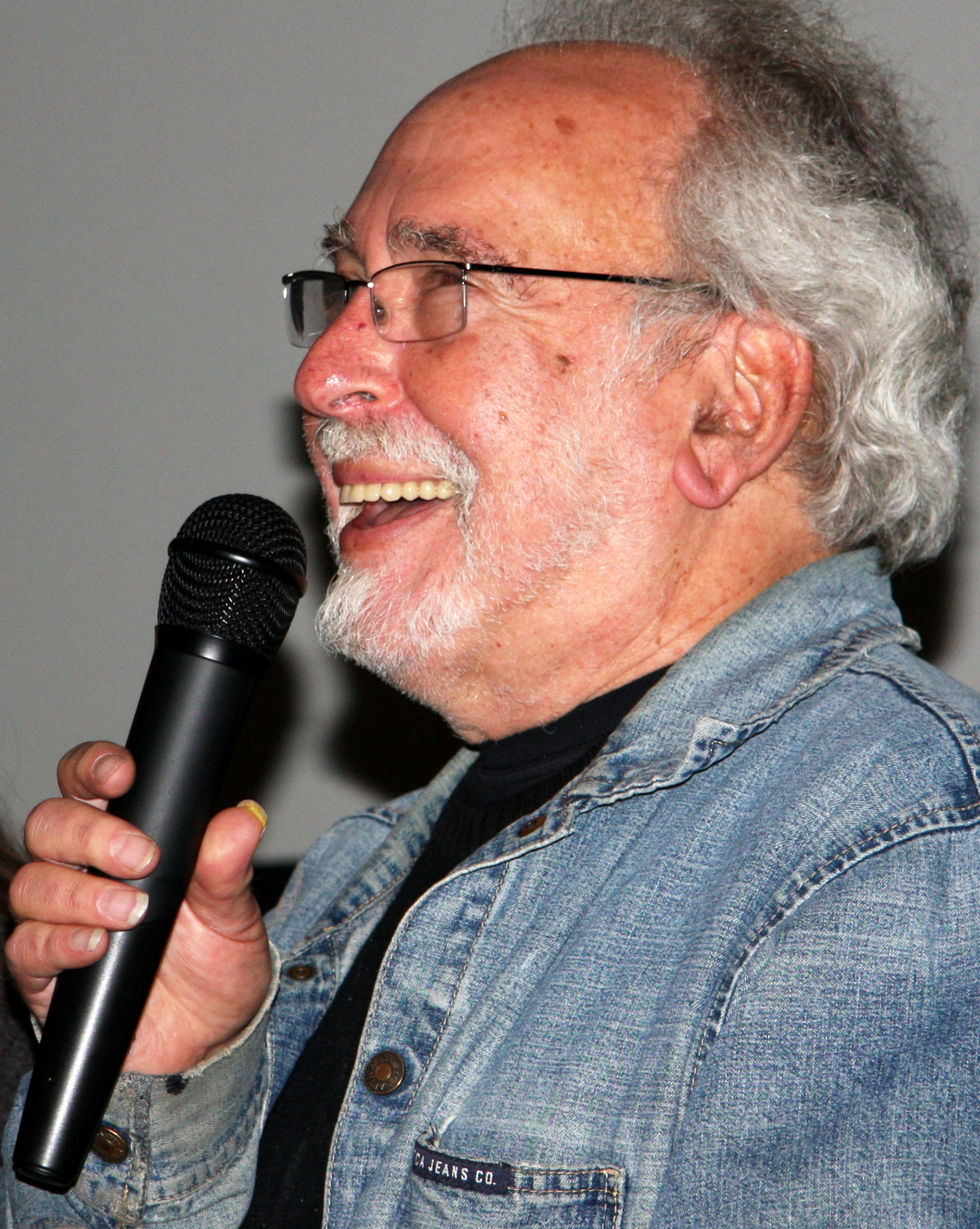
Peter S. Beagle (2014)

Peter Soyer Beagle (* 20. April 1939 in Manhattan, New York) ist ein US-amerikanischer Schriftsteller von Fantasy-Büchern. Beagle hat auch Drehbücher verfasst und ist als Singer-Songwriter und Chansonnier aufgetreten.

## Leben
Beagle ist der Sohn von Simon Beagle (1902–1985) und Rebecca Beagle, geborene Soyer (1904–2006). Er wuchs in der Bronx auf, las begierig und war schon früh entschlossen, ein Schriftsteller zu werden. Seine Eltern, beide Lehrer, bestärkten ihn darin, zumal sein Großvater mütterlicherseits der jüdische Gelehrte und Schriftsteller Abraham Soyer (1867–1940) war. Der Künstler Raphael Soyer ist sein Onkel.
Er besuchte die Bronx High School of Science, wo er zahlreiche Beiträge für die Literaturzeitschrift der Schule lieferte. 1955, in seinem Abschlussjahr an der High School, nahm er mit einem seiner Gedichte an einem Schreibwettbewerb der Alliance for Young Artists & Writers teil und gewann ein Stipendium, mit dem er die folgenden vier Jahre an der University of Pittsburgh studierte.
In seinem zweiten Jahr in Pittsburgh gewann er einen Schreibwettbewerb für Kurzgeschichten des Jugendmagazins Seveenteen, fand bald darauf einen Agenten, veröffentlichte eine erste Kurzgeschichte (Telephone Call, 1957) und verfasste seinen ersten Roman, A Fine and Private Place, der 1960 erschien.
Nach seinem Abschluss ging er für ein Jahr auf Reise nach Übersee. Nach seiner Rückkehr hatte er durch Vermittlung seines Agenten für zwei Jahre eine Stegner Fellowship an der Stanford University in Kalifornien, wo er seine spätere Frau Enid kennen lernte. Danach hielt er sich eine Weile an der Ostküste auf, beschloss dann aber, nach Kalifornien zurückzukehren. Die Strecke legte er auf einem Motorroller zurück, was dann Grundlage seines autobiografischen Reiseberichts I See By My Outfit (1965) wurde. Angekommen, heiratete er und lebte fortan als freier Schriftsteller mit Enid und ihren drei Kindern zusammen.
1968 erschien dann Das letzte Einhorn, ein Fantasy-Roman, der bis heute sein bekanntestes Buch ist. Darin wird erzählt, wie das letzte Einhorn auf eine Reise geht, um die aus der Welt verschwundenen Einhörner zu finden, sie schließlich, in die Menschenfrau Lady Amalthea verwandelt, auch findet und sie aus der Gefangenschaft König Haggards und seines roten Stiers befreien kann, wobei ihr der Zauberer Schmendrick und die Räuberhauptmannsfrau Molly Groo helfen.
Der Roman fand gute Kritiken, war ein großer Erfolg und ist inzwischen ein Klassiker des High-Fantasy-Genres. 1982 kam eine Zeichentrick-Verfilmung in die Kinos. Das Drehbuch schrieb Beagle selbst, die Animation erfolgte durch das japanische Studio Topcraft, aus dem später Studio Ghibli hervorging, der Soundtrack von Jimmy Webb wurde von der Band America und dem London Symphony Orchestra eingespielt und war auch als Album ein Erfolg.
In den 1970er Jahren arbeitete er vermehrt als Drehbuchautor. Er schrieb unter anderem das Skript für die wenig erfolgreiche Zeichentrickversion von Tolkiens Der Herr der Ringe von Ralph Bakshi (1978) und ein Drehbuch für eine Episode von Raumschiff Enterprise – Das nächste Jahrhundert. 1980 wurde seine Ehe geschieden und er zog für einige Jahre in den Norden nach Seattle.
Neben seiner Arbeit als Schriftsteller und Drehbuchschreiber trat Beagle immer wieder als Folk-Sänger mit englischen, jiddischen, französischen und deutschen Liedern auf und hat auch ein Live-Album veröffentlicht.
Beagle lebt mit seiner zweiten Frau, der Schriftstellerin und Künstlerin Padma Hejmadi in Davis, Kalifornien.

## Auszeichnungen
- 1987: Mythopoeic Award in der Kategorie Fantasy für The Folk of the Air (Das Volk der Lüfte)
- 1994: Locus Award in der Kategorie Bester Fantasy-Roman für The Innkeeper’s Song (Es kamen drei Damen im Abendrot)
- 2000: Mythopoeic Award in der Kategorie Erwachsenenliteratur für Tamsin (Das Zauberhaus)
- 2003: Grand Prix de l’Imaginaire in der Kategorie Übersetzte Erzählung oder Sammlung für The Rhinoceros Who Quoted Nietzsche and Other Odd Acquaintances (Le Rhinoceros qui citait Nietzsche)
- 2006: Hugo Award in der Kategorie Beste Erzählung für Two Hearts (Zwei Herzen)
- 2006: Nebula Award in der Kategorie Beste Erzählung für Two Hearts (Zwei Herzen)
- 2007: WSFA Small Press Award für El Regalo (in: The Line Between)
- 2010: Locus Award in der Kategorie Beste Erzählung für By Moonlight
- 2011: World Fantasy Award in der Kategorie Lebenswerk
- 2018: World Fantasy Award in der Kategorie Beste Anthologie für The New Voices of Fantasy (gemeinsam mit Jacob Weisman)
- 2018: Damon Knight Memorial Grand Master Award

## Werke
- A Fine and Private Place. 1960 (Fantasy).
  - Deutsch: He! Rebeck!. Übersetzt von Hans Georg Lenzen. Rauch, Düsseldorf 1962.
- I See By My Outfit. 1965 (biographische Reiseerlebnisse, auf dem Motorroller von der Ost- zur Westküste der USA).
- The Last Unicorn. 1968 (Fantasy).
  - Deutsch: Das letzte Einhorn. Übersetzt von Jürgen Schweier. Klett-Cotta, Stuttgart 1970, ISBN 3-12-900740-7.
- The California Feeling: A Personal View. (biographische Eindrücke).
- Lila, the Werewolf. 1974 (Fantasy).
  - Deutsch: Die Werwölfin. Übersetzt von Lore Straßl. Terra Fantasy Nr. 69. Pabel, Rastatt 1980.
- American Denim: A New Folk Art. 1975 (Sachbuch über Jeans-Kleidung).
- The Lady and Her Tiger. 1976 (Sachbuch, gemeinsam mit Pat Derby).
- The Folk of the Air. 1977 (Fantasy).
  - Deutsch: Das Volk der Lüfte. Übersetzt von Dirk van Gunsteren. Klett-Cotta, Stuttgart 1988, ISBN 3-608-95528-3.
- Come, Lady Death. 1977 (Fantasy, Horror).
- The Garden of Earthly Delights. 1982 (Kunstkritik über Hieronymus Bosch).
- The Innkeeper’s Song 1993 (Fantasy).
  - Deutsch: Es kamen drei Damen im Abendrot. Übersetzt von Hans J. Schütz. Klett-Cotta, Stuttgart 1995, ISBN 3-608-93273-9.
- In the Presence of the Elephants. 1995 (Sachbuch, gemeinsam mit Pat Derby).
- The Unicorn Sonata. 1996 (Fantasy).
  - Deutsch: Die Sonate des Einhorns. Übersetzt von Jörn Ingwersen. Diana, Zürich 1997, ISBN 3-8284-0001-9.
- Giant Bones. 1997 (auch unter dem Titel The Magician of Karakosk and Other Stories; sechs Fantasy-Geschichten aus der Welt von The Innkeeper’s Song).
  - Deutsch: Der Zauberer von Karakosk. Übersetzt von Hans J. Schütz. Klett-Cotta, Stuttgart 1999, ISBN 3-608-93426-X.
- The Rhinoceros Who Quoted Nietzsche and Other Odd Acquaintances. 1997 (Geschichten und Essays).
  - Deutsch: Das indische Nashorn. Übersetzt von Hans J. Schütz und Karin Polz. Klett-Cotta, Stuttgart 1997, ISBN 3-608-87518-2.
- Tamsin. 1999 (Fantasy).
  - Deutsch: Das Zauberhaus. Übersetzt von Andreas Brandhorst. Piper, Zürich und München 2004, ISBN 3-492-26536-7.
- A Dance for Emilia. 2000 (Fantasy).
- Two Hearts. 2006 (Fortsetzung von The Last Unicorn)
  - Deutsch: Zwei Herzen. Übersetzt von Jürgen Schweier und Cornelia Holfelder-von der Tann. Klett-Cotta, Stuttgart 2009, ISBN 978-3-608-93872-2
- The Line Between. 2006 (Erzählungen).
- Your Friendly Neighborhood Magician: Songs and Early Poems. 2006 (Sammlung von Lieder und Gedichten; limitierte Ausgabe).
- The Last Unicorn: The Lost Version. 2007 (ursprüngliche Fassung).
- mit Lisa Snellings-Clark: Strange Roads 2008 (drei Erzählungen).
- We Never Talk About My Brother. 2009 (Kurzgeschichtensammlung).
- Mirror Kingdoms: The Best of Peter S. Beagle. 2010 (herausgegeben von Jonathan Strahan).
- Return : An Innkeeper’s World Story 2010 (Erzählung).
- Sleight of Hand. 2011 (Kurzgeschichtensammlung).
- The First Last Unicorn and Other Beginnings. 2012 (Erzählungen und Essays).
- Summerlong. 2016 (Roman).
- In Calabria. 2017 (Roman).
  - Deutsch: In Kalabrien. Übersetzt von Oliver Plaschka. Klett-Cotta, 2018, ISBN 978-3-608-96217-8.
- The Overneath. 2017 (Erzählungen).
- I'm Afraid You've Got Dragons. 2024 (Roman) Deutsch: Ich fürchte, Ihr habt Drachen. Übersetzt von Oliver Plaschka. Klett-Cotta, 2024, ISBN 978-3-608-98828-4

als Herausgeber:
- mit Janet Berliner: Peter S. Beagle's Immortal Unicorn. 1995 (Anthologie; zweibändige Taschenbuchausgabe 1998/1999).
- The Secret History of Fantasy. 2010 (Anthologie).
- mit Joe R. Lansdale: The Urban Fantasy Anthology. 2011 (Anthologie).
- mit Jacob Weisman: The New Voices of Fantasy. 2017 (Anthologie).

Beagle adaptierte seine Kurzgeschichte Come, Lady Death als Libretto für die Oper The Midnight Angel (1993) von David Carlson.